# Костромка (Ярський район)
Костро́мка (рос. Костромка) — присілок у складі Ярського району Удмуртії, Росія.

## Населення
Населення — 90 осіб (2010, 114 у 2002).
Національний склад станом на 2002 рік:
- удмурти — 74 %
- росіяни — 26 %